# Мискум
Мискум (исп. Mixcum) — деревня в Мексике, штат Чьяпас, входит в состав муниципалитета Какаоатан. Численность населения, по данным переписи 2020 года, составила 1781 человек.

## Общие сведения
Мискум расположен в горной местности на высоте 671 метр в 4 км севернее муниципального центра — города Какаоатана.
Местные жители занимаются выращиванием и обработкой кофе.
Поселение было основано тольтеками в доиспанский период. Некоторые строения: руины и фундаменты, сохранились в деревне и сейчас.

## Демография
| Год  | Численность | Численность |
| ---- | ----------- | ----------- |
| 2000 | 1364        |             |
| 2005 | 1433        | [ 5 ]       |
| 2010 | 1502        | [ 6 ]       |
| 2020 | 1781        | [ 7 ]       |